# Letiště Bristol
Letiště Bristol (IATA: BRS, ICAO: EGGD) je komerční letiště, které obsluhuje město Bristol v Anglii a blízké okolí. Nachází se v Lulsgate Bottom na severu Somersetu asi 13 km jihozápadně od centra Bristolu. Postaveno bylo na místě dřívějšího letiště RAF a otevřeno roku 1957 jako Bristol (Lulsgate) Airport, kdy nahradilo letiště Bristol Whitchurch. Od roku 1997 do roku 2010 bylo známé jako Bristol International Airport.
V roce 2017 bylo co do počtu cestujících devátým nejvytíženějším letištěm ve Spojeném království, kdy obsloužilo 8,2 milionu pasažérů, což představuje nárůst o více než 8% ve srovnání s rokem 2016. Průzkum cestujících provedený v roce 2012 zjistil, že 25,7% pohybů na letišti začalo nebo skončilo ve městě Bristol, 18,9% ve Walesu, 18,5% ve Somersetu a 12,4% v Devonu.